# Lefkara
Lefkara (em grego:  Λεύκαρα) é uma cidade localizada no distrito de Lárnaca, com população de 1,100 habitantes pelo census de 2011.